# Хлопок (панно)
«Хлопок» — монументальное панно, исполненное в 1939 году Александром Николаевичем Самохваловым (1894—1971) для павильона Всесоюзной сельскохозяйственной выставки в Москве.

## Замысел и эскиз
В конце 1930-х А. Н. Самохвалов в числе других художников участвовал в оформлении павильонов Всесоюзной сельскохозяйственной выставки монументальными панно. По замечанию самого художника, это были именно отдельные панно, а не полифонические произведения, и от художников почти не требовалось поиска соответствующих форм выражения монументальности. Она принималась близкой к бытовавшим в 1930-е годы в советском искусстве формам станковой живописи.
К этому времени у А. Н. Самохвалова уже был опыт создания картины-панно «Киров принимает парад физкультурников» (1935) и монументального панно «Советская физкультура» (1936) для советского павильона на Международной парижской выставке 1937 года, удостоенного Гран-при. По признанию художника, несмотря на высокую оценку жюри, панно «Советская физкультура» во многом его не удовлетворяло, и он был рад, когда ему предложили написать панно «Хлопок» для ВСХВ в Москве.
В центре внимания общественности в это время был проект Дворца Советов архитектора Б. М. Иофана. Его впечатляющим элементом была величественная наружная лестница, по которой участники заседаний выходили непосредственно на прилегающую площадь перед Дворцом. Для своего панно А. Н. Самохвалов взял эту идею. «Утверждающие лестницу пилоны давали мне возможность фигурами людей, стоящих на фоне этих пилонов, закреплять плоскость на значительной части холста в его средней и верхней частях, где в основном движение шло от глубин дальнего плана вниз, к основанию лестницы».
«Мне сразу же представилась огромная масса народа в торжественном шествии, — вспоминал А. Н. Самохвалов о рождении замысла. — Отдельные национальности нашей страны связаны с производством хлопка и его промышленной обработкой. Это обогащало и расширяло тему. Я взялся за разработку эскиза».

## Воплощение
После утверждения эскиза в одну десятую будущего панно началась работа над холстом. А. Н. Самохвалов создал бригаду, в которую пригласил В. В. Пакулина, А. Н. Прошкина, Н. В. Свиненко, С. А. Чугунова. Для работы был выделен зал во втором этаже Академии художеств, где установили огромный холст. Эскиз сфотографировали, каждый исполнитель получил по снимку разграфлённого на клетки эскиза. Каждый имел свой участок. Вскоре рисунок панно был нанесён по всей плоскости холста. Писался холст с лестниц и стремянок без использования лесов.
Выставка открылась для посетителей 1 августа 1939 года. За два неполных предвоенных года её посетило свыше 8 млн человек. После войны павильоны ВСХВ подверглись реконструкции, а с 1958 года ВСХВ вошла в состав ВДНХ. В своей книге 1963 года И. Н. Баршева и К. К. Сазонова местонахождением панно «Хлопок» указывают Выставку достижений народного хозяйства в Москве.
«Однажды, — вспоминал А. Н. Самохвалов, — совершенно неожиданно я увидел своё панно заснятым на киноплёнку. Это было в финале кинокартины „Светлый путь“. Всего на какую-то минуту. Затем вдруг фигуры людей задвигались и пошли, лавина людей, вышедших из Дворца Советов и уносящих во все уголки нашей страны призыв к вдохновенному труду. Это была приятная и совершенно неожиданная для меня встреча с моей идеей. Я не знаю, сохранилось ли это панно, продолжает ли оно выполнять свою задачу по сею пору».